# Гальярдо, Эриксон
Эриксон Ирсон Гальярдо Торо (исп. Erickson Yirson Gallardo Toro; 26 июля 1996, Баринас, Баринас, Венесуэла) — венесуэльский футболист, вингер клуба «Финикс Райзинг» и сборной Венесуэлы.

## Карьера

### Клубная карьера
Гальярдо — воспитанник клуба «Самора». В чемпионате Венесуэлы дебютировал 16 февраля 2014 года в матче против «Атлетико Эль-Вихия». 4 апреля 2016 года в матче против «Уреньи» забил свой первый гол за «Самору».
9 июля 2019 года Гальярдо перешёл в клуб MLS «Торонто». Дебютировал за «Торонто» 7 августа 2019 года в первом матче полуфинала Первенства Канады против «Оттава Фьюри». 18 июля 2021 года Гальярдо был заявлен в фарм-клуб «Торонто II», выступавший в Лиге один ЮСЛ. За «Янг Редс» дебютировал в тот же день в матче против «Норт Каролины», отметившись голевой передачей. По окончании сезона 2021 контракт Гальярдо с «Торонто» истёк.
В начале 2022 года Гальярдо вернулся в «Самору».
9 ноября 2022 года Гальярдо подписал контракт с клубом Чемпионшипа ЮСЛ «Финикс Райзинг». Дебютировал за «Финикс Райзинг» 1 апреля 2023 года в матче против «Сан-Диего Лойал», выйдя на замену во втором тайме вместо Феде Варелы.

### Международная карьера
За сборную Венесуэлы Гальярдо дебютировал 1 июня 2019 года в товарищеском матче со сборной Эквадора.

## Достижения
Командные
 «Самора»
- Чемпион Венесуэлы: 2013/14, 2015, 2016, 2018